# Schönbach (Sachsen)
Schönbach (oberlausitzisch: Schimmch, obersorbisch Šumbach) ist eine sächsische Gemeinde im Landkreis Görlitz, im Süden der Oberlausitz nahe der Grenze zu Nordböhmen (Tschechien).

## Geografie und Verkehr

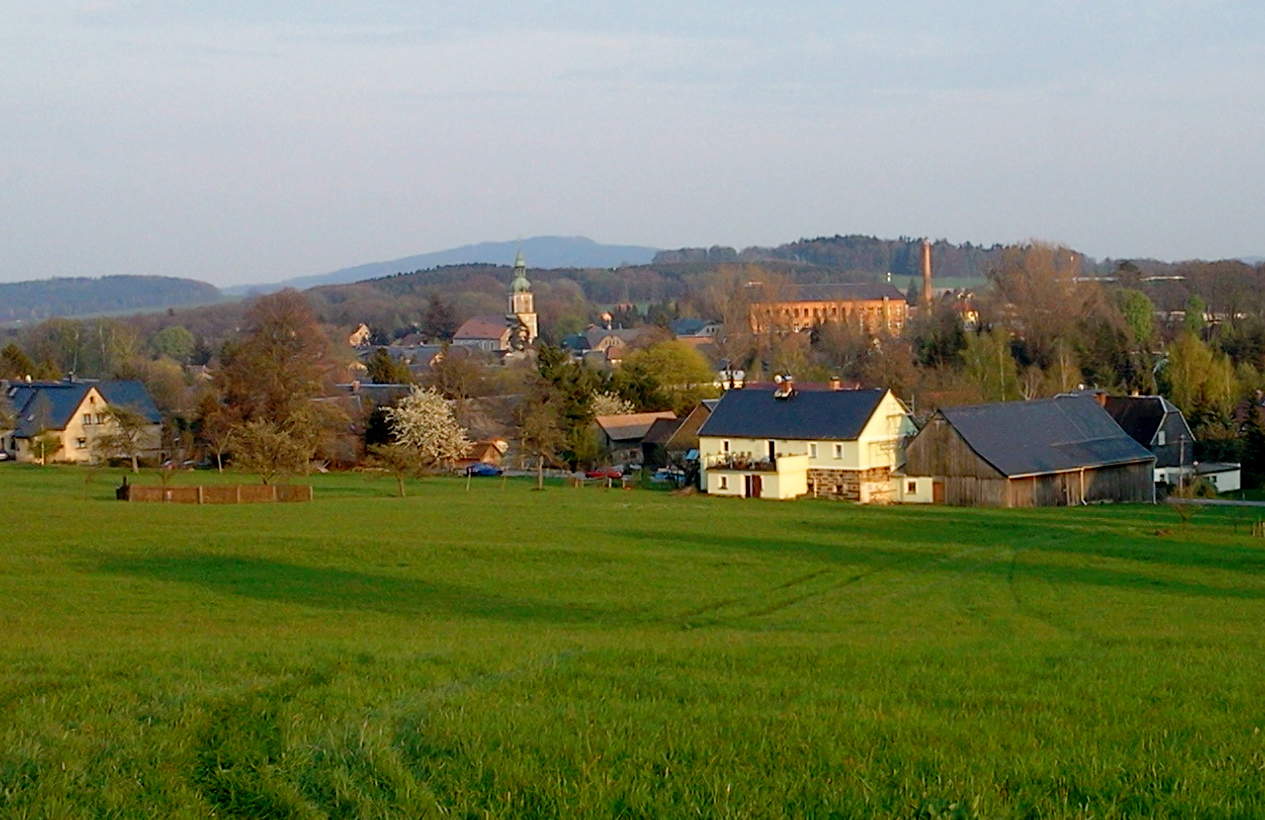
Dorfmitte Schönbach aus Richtung Beiersdorf

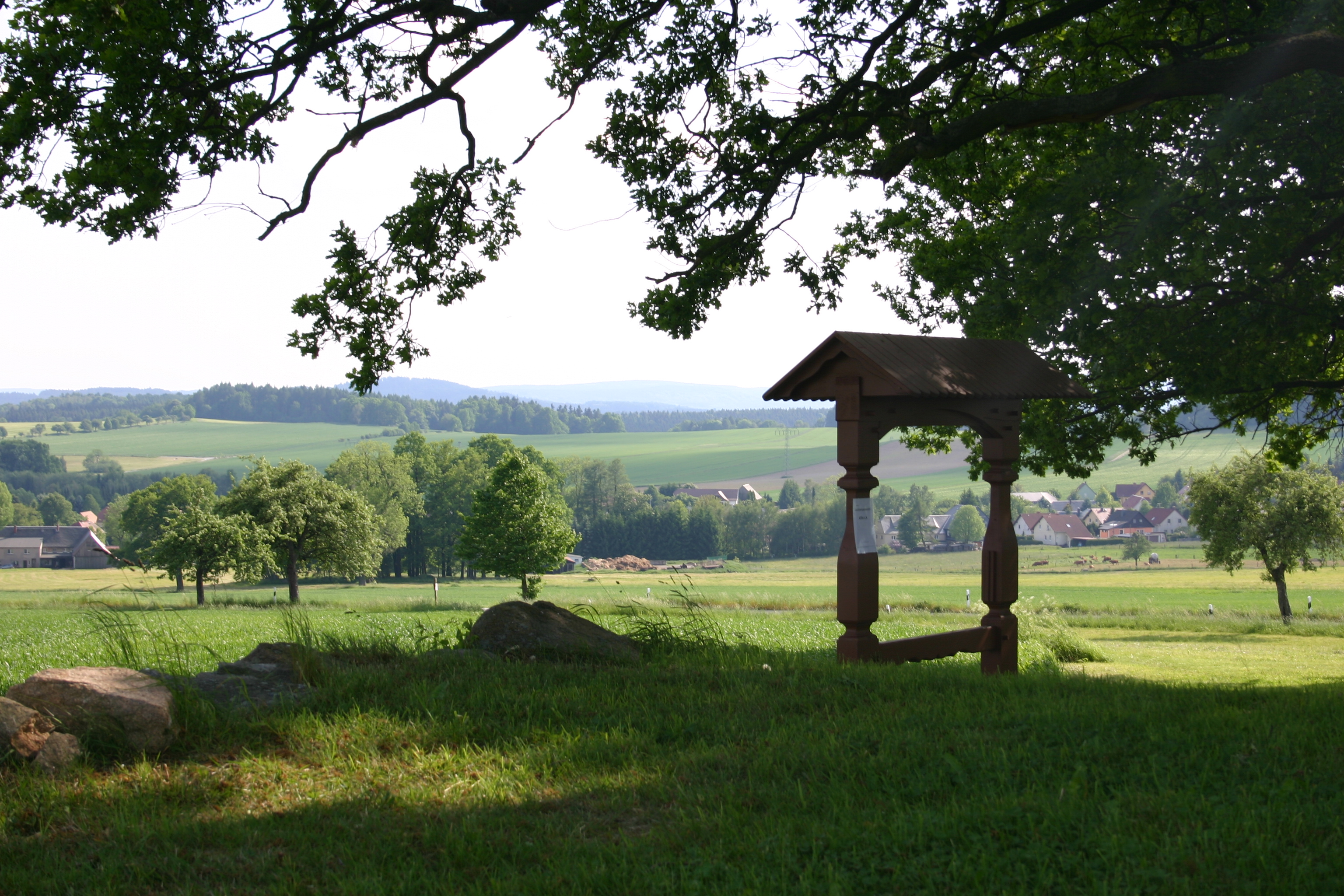
Blick vom Lochberg auf Schönbach

Die Gemeinde Schönbach liegt im südwestlichen Teil des Landkreises, knapp 10 Kilometer südwestlich von Löbau im Lausitzer Bergland. Die Bundesstraße 96 und die Bahnstrecke (Dresden)–Bischofswerda–Zittau verlaufen südlich der Gemeinde.
Durch Schönbach verkehrte von 1892 bis 1945 die 12 Kilometer lange Schmalspurbahn Taubenheim–Dürrhennersdorf. Sie führte von Taubenheim/Spree über Oppach nach Dürrhennersdorf.

## Geschichte
Am 1. Mai 1306 wurde Schönbach als „Sconenbuch“ erstmals urkundlich erwähnt. Der Name bedeutet so viel wie „schöne Buchen am Bach“. Der Ort selbst dürfte mindestens 100 Jahre älter sein, denn um 1200 besiedelten fränkische Einwanderer das Gebiet der Oberlausitz. Der Ort unterstand ab 1419 als Ratsdorf der Stadt Löbau. Seit 1600 gab es zwei Rittergüter (Ober- und Niederschönbach). Um 1860 begann der regelmäßige Postverkehr mit der Postkutsche auf der Strecke Löbau–Schönbach–Neusalza-Spremberg.

### Ortsnamenformen
1306: Sconenbuch, 1336/59: Schon(en)buch, 1419: Schonenbuch, 1495: Schonebach, 1499: Schonbach, 1502: Schonbuch, 1519: Schonenbuch, 1547: Schumbach, 1657: Schönbach, 1791: Ober-, Nieder-Schönbach, 1875: Schönbach b. Neusalza

### Verwaltungszugehörigkeit
1777: Bautzener Kreis, 1843: Landgerichtsbezirk Löbau, 1856: Gerichtsamt Neusalza, 1875: Amtshauptmannschaft Löbau, 1952: Kreis Löbau, 1994: Landkreis Löbau-Zittau, 2008: Landkreis Görlitz

### Einwohnerentwicklung
| Jahr | Einwohner                                 |
| ---- | ----------------------------------------- |
| 1547 | 49 besessene Mann                         |
| 1777 | 27 besessene Mann, 25 Gärtner, 80 Häusler |
| 1834 | 1.365                                     |
| 1871 | 1.632                                     |
| 1890 | 1.656                                     |
| 1910 | 1.899                                     |
| 1925 | 1.803                                     |
| 1939 | 1.684                                     |
| 1946 | 2.050                                     |
| 1950 | 2.166                                     |
| 1964 | 1.958                                     |
| 1990 | 1.570                                     |
| 2000 | 1.418                                     |
| 2007 | 1.322                                     |
| 2009 | 1.276                                     |
| 2012 | 1.167                                     |
| 2013 | 1.172                                     |
| 2014 | 1.152                                     |
| 2015 | 1.133                                     |

## Politik

### Gemeinderat
Seit der Kommunalwahl am 9. Juni 2024 verteilen sich die 12 Sitze des Gemeinderates folgendermaßen auf die einzelnen Gruppierungen:
- Freunde der Feuerwehr (FdF): 7 Sitze
- CDU: 2 Sitze
- Region und Kultur (RuK): 3 Sitze

| Gemeinderat ab 2024Insgesamt 12 Sitze - FdF: 7 - RuK: 3 - CDU: 2 | Liste                 | 2024   | 2024   | 2019   | 2019   | 2014   | 2014   |
| Gemeinderat ab 2024Insgesamt 12 Sitze - FdF: 7 - RuK: 3 - CDU: 2 | Liste                 | Sitze  | in %   | Sitze  | in %   | Sitze  | in %   |
| Gemeinderat ab 2024Insgesamt 12 Sitze - FdF: 7 - RuK: 3 - CDU: 2 | Freunde der Feuerwehr | 7      | 54,0   | 7      | 53,5   | 6      | 42,7   |
| Gemeinderat ab 2024Insgesamt 12 Sitze - FdF: 7 - RuK: 3 - CDU: 2 | Region und Kultur     | 3      | 24,3   | 2      | 18,5   | 2      | 19,5   |
| Gemeinderat ab 2024Insgesamt 12 Sitze - FdF: 7 - RuK: 3 - CDU: 2 | CDU                   | 2      | 21,6   | 3      | 23,5   | 4      | 35,2   |
| Gemeinderat ab 2024Insgesamt 12 Sitze - FdF: 7 - RuK: 3 - CDU: 2 | Grüne                 | –      | –      | –      | 4,5    | –      | –      |
| Gemeinderat ab 2024Insgesamt 12 Sitze - FdF: 7 - RuK: 3 - CDU: 2 | FDP                   | –      | –      | –      | –      | –      | 2,6    |
| Gemeinderat ab 2024Insgesamt 12 Sitze - FdF: 7 - RuK: 3 - CDU: 2 | Wahlbeteiligung       | 77,7 % | 77,7 % | 70,4 % | 70,4 % | 53,8 % | 53,8 % |

### Bürgermeister
Bürgermeister Uwe Petruttis wurde im Juni 2015 wiedergewählt.
| Wahl | Bürgermeister | Vorschlag | Wahlergebnis (in %) |
| ---- | ------------- | --------- | ------------------- |
| 2022 | Uwe Petruttis | Petruttis | 89,5                |
| 2015 | Uwe Petruttis | Petruttis | 95,5                |
| 2008 | Uwe Petruttis | Petruttis | 93,7                |
| 2001 | Uwe Petruttis | Petruttis | 92,8                |

## Kultur und Sehenswürdigkeiten

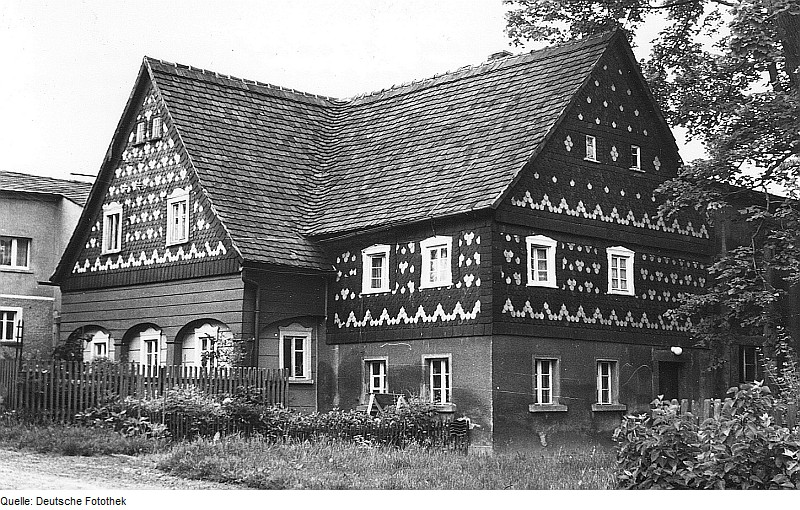
Umgebindehaus im Neudorf

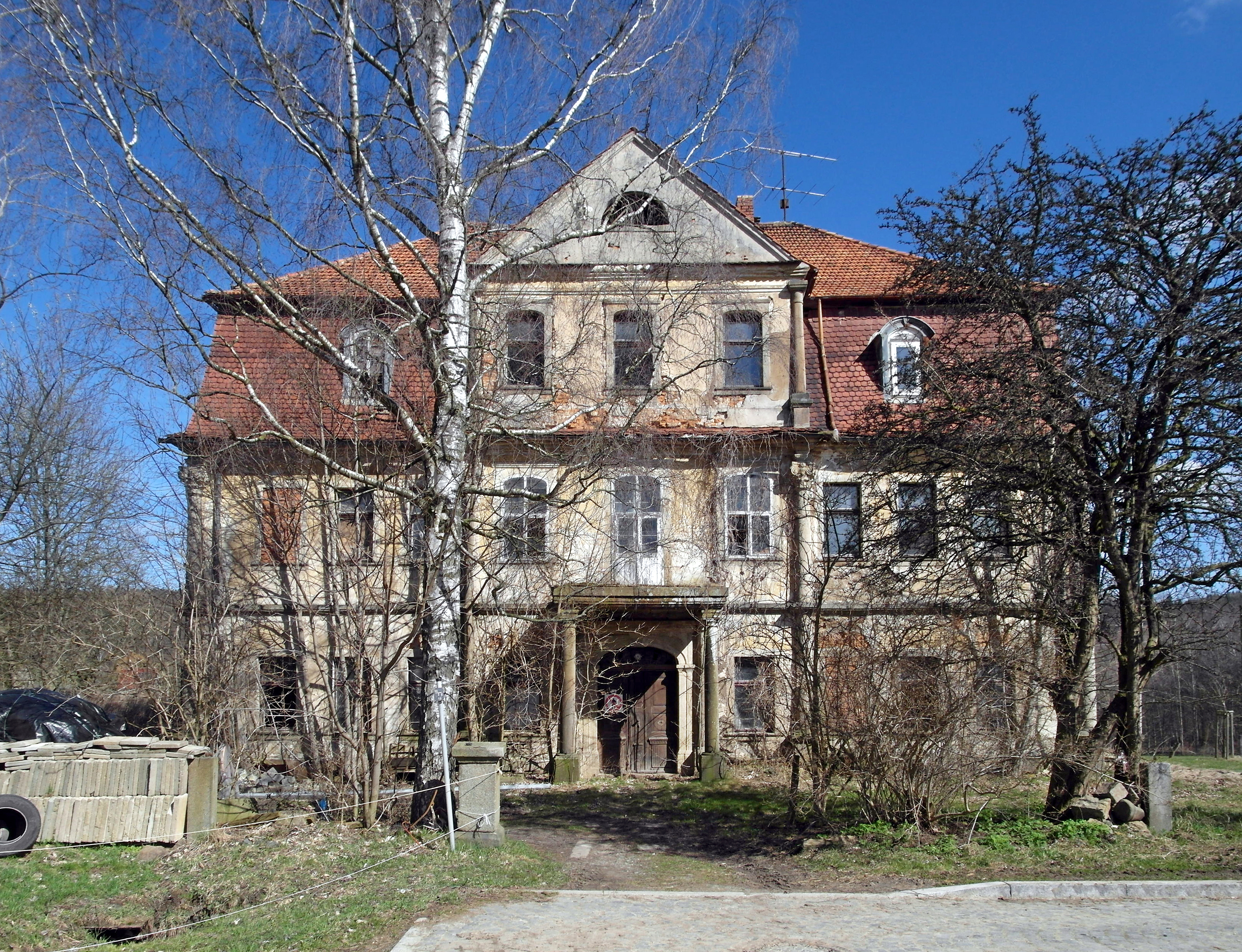
Rittergut Schönbach

Die Kulturdenkmale sind in der Liste der Kulturdenkmale in Schönbach (Sachsen) erfasst.
Hervorzuheben sind die Kirche Schönbach mit ihrem Bronzeglockengeläut (vier Glocken aus dem Jahr 1902) der Glockengießerei C. Albert Bierling Dresden, die noch immer ausschließlich per Hand geläutet werden, das strohgedeckte Umgebindehaus im Niederdorf, der stillgelegte Steinbruch und die historische Steinsäge im Neudorf.

### Die Schönbacher Blumenfeste
In den Jahren 1955 bis 1958 wurden vier „Blumenfeste“ veranstaltet. Nach 70.000 Gästen im Jahr 1956 und ca. 100.000 Gästen im Jahr 1957, erfreuten sich 1958 über 130.000 Gäste an den mit einer Vielzahl bunter Blumen geschmückten Festwagen, die jeweils ein Thema verkörperten. Die Veranstaltung war den Behörden bald zu groß und zu unpolitisch. Im Oktober 1958 wurde auf der Kulturkonferenz in Magdeburg das Ende der Veranstaltung eingeläutet. Im Jahre 2006 wurde anlässlich der 700-Jahr-Feier noch einmal ein Blumenfest veranstaltet.

### Naturschutz
- Siehe auch: Liste der Naturdenkmale in Schönbach (Sachsen)

## Wirtschaft und Infrastruktur
In Schönbach sind verschiedene Firmen ansässig; die ALSA GmbH produzierte bis 2009 Einlegesohlen, die Firma Temedia hat sich auf medizinische Verbände und Kompressen spezialisiert. Nennenswert sind des Weiteren die Zentrale von Möbel Starke und eine Produktionsstätte der Gebr. Frindt GmbH.

## Persönlichkeiten
- Karl Friedrich Matthes (1829–1904), konservativer Politiker, MdL (Königreich Sachsen)
- Bruno Trenkler (1863–1926), Unternehmer
- Christine Holstein (Geburtsname Margarete Jähne, 1883–1939), Schriftstellerin
- Gottfried Rade (1891–1987), evangelischer Theologe, Abgeordneter des Provinziallandtages der Provinz Hessen-Nassau
- Armin Mitter (* 1953), Historiker